# Vitalija Tuomaitė
Vitalija Tuomaitė, née le 22 novembre 1964 à Žeimelis, en RSS de Lituanie et décédée le 8 août 2007 à Vilnius, en Lituanie, est une joueuse soviétique et lituanienne de basket-ball. Elle évoluait au poste de pivot.

## Palmarès
- 3e des Jeux olympiques 1988
- Championne d'Europe 1985
- Championne d'Europe 1987